# Johan Svendsen

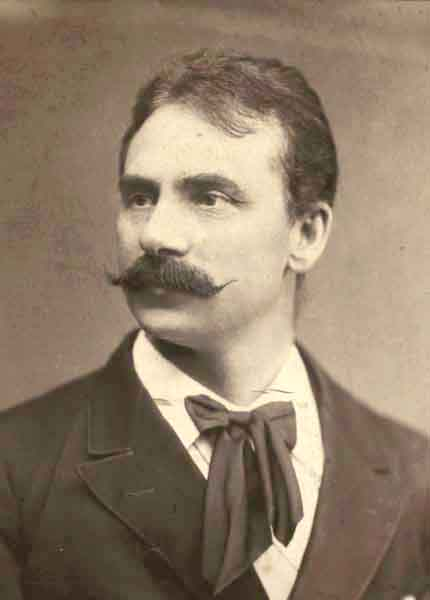
Johan Svendsen

Johan Svendsen (n. 30 septembrie 1840, Christiania, Norvegia- d. 14 iunie 1911, Copenhaga, Danemarca) a fost un compozitor, violonist și dirijor din Norvegia.
Svendsen, fiul unui profesor de muzică, a studiat de mic copil vioara și clarinetul. Când a terminat liceul cânta deja într-o orchestră simfonică și era activ ca violonist. Într-un turneu la Lübeck, l-a impresionat pe un comerciant bogat care apoi l-a ajutat să studieze la Conservatorul de Muzică din Leipzig, Germania, (Mecca-ul tuturor studenților de muzică din acea perioadă) între 1863 și 1867, avându-i ca profesori de compoziție pe Ernst Friedrich Richter, Carl Reinecke, și ca profesor de vioară pe Ferdinand David. A terminat Conservatorul cu medalia de onoare. În această perioadă a avut un copil nelegitim, Johann Richard Rudolf (1867-1933).
Înainte de a se întoarce în Norvegia a întreprins o călătorie mai lungă prin Danemarca, Scoția, Insulele Færoe și Islanda. A avut primul concert cu compoziți proprii la Christiania în octombrie 1867. Apoi pleacă la Paris, unde stă doi ani (1868-1870), și din nou la Leipzig (1870-1872). În 1871 s-a dus la New York pentru a se căsători cu Sarah (Sally, care ulterior și-a schimbat prenumele în Bergljot) Levett Schmidt, pe care o întâlnise la Paris. Vara anului 1872 o petrece la Bayreuth unde îl cunoaște pe Richard Wagner. Între 1872-1877 (până în 1874 împreună cu Edvard Grieg) a fost dirijorul Asociației Muzicale din Kristiania (Musikforeningen). Din 1874 primește bursa de stat de compozitor. Anii 1877- 1880 îi petrece din nou în Germania, iar între 1880-1883 este din nou dirijor la Asociația Muzicală din Christiania. Între 1883-1908 este capelmaistru al Teatrului Regal din Copenhaga, Danemarca, unde va locui până la moarte.
În 1884 se desparte de soție, care pleacă la Paris. Căsătoria lor fusese una haotică, ea aruncându-i, de exemplu, în 1883 singurul exemplar al Simfoniei nr. 3 în foc. Acest incident a fost folosit de către Henrik Ibsen în Hedda Gabler. După divorțul din 1901, s-a recăsătorit în același an cu Juliette Haase, cu care trăia și cu care avea 3 copii.
Este înmormântat la Cimitirul Vår Frelsers gravlund din Oslo.
Ca personalitate, Svendsen a fost „energic, nesentimental, realist, neliniștit, activ, tot mereu încercând să realizeze ceva, tot mereu gata să încerce ceva nou.”

## Compoziții principale
- Cvartet pentru coarde în la minor, op. 1
- Octet, op. 3
- Simfonia nr. 1  în re major, op. 4 (1865-66)
- Concert pentru vioară, op. 6 (1868-70)
- Concert pentru violoncel, op. 7 (1871)
- Carneval la Paris, op. 9 (1872)
- Poloneză de petrecere, op. 12
- Carnaval artistic norvegian, op. 14
- Simfonia nr. 2 în si bemol major, op. 15 (1877)
- Rapsodii norvegiene pentru orchestră, op. 17, 19, 21, 22
- Romanță în sol pentru vioară și orchestră, op. 26